# Hockeria intaillatus
Hockeria intaillatus är en stekelart som beskrevs av Schmitz 1946. Hockeria intaillatus ingår i släktet Hockeria och familjen bredlårsteklar. Inga underarter finns listade i Catalogue of Life.